# Anordnung nach § 44 SGB III
Die Anordnung des Verwaltungsrats der Bundesanstalt für Arbeit über die Entrichtung von Gebühren durch Arbeitgeber für die Auslandsvermittlung auf Grund zwischenstaatlicher Vereinbarungen oder Vermittlungsabsprachen der Bundesanstalt mit ausländischen Arbeitsverwaltungen (kurz: Anordnung nach § 43 SGB III) war eine Anordnung der deutschen Bundesanstalt für Arbeit vom 26. November 1997. Der Verwaltungsrat der Bundesagentur für Arbeit legte mit ihr die Höhe der zu entrichtenden Vermittlungsgebühr bei Vermittlungsbemühungen der Bundesagentur für Arbeit aus und nach dem Ausland fest. Die Anordnung wurde 2014 aufgehoben.

## Geschichte
Die Anordnung wurde vom Verwaltungsrat der Bundesanstalt für Arbeit am 26. November 1997 verabschiedet. Bis 31. März 2012 war die der Anordnung zugrunde liegende Ermächtigungsvorschrift in § 44 SGB III a.F. enthalten. Seit dem 1. April 2012 war dies aufgrund einer teilweise neuen Nummerierung der Paragraphen des SGB III der § 43 SGB III. Abgesehen von einer Anpassung zur sprachlichen Gleichbehandlung von Frauen und Männern war damit keine inhaltliche Änderung der Ermächtigungsvorschrift verbunden. Eine Anpassung des Sprachgebrauchs der Bundesagentur für Arbeit erfolgte nicht.

## Gebühren für Arbeitsvermittlung
Grundsätzlich erfolgt gemäß § 42 SGB III Beratung und Vermittlung durch die Bundesagentur für Arbeit unentgeltlich. § 42 SGB III legt aber auch Ausnahmen von der Unentgeltlichkeit fest. Die Bundesagentur für Arbeit kann vom Arbeitgeber eine Erstattung des Vermittlungsaufwand verlangen, wenn dieser den gewöhnlichen Umfang erheblich überschreitet und der Arbeitgeber vor Beginn der Vermittlung darüber informiert wurde. Der heutige § 43 SGB III ermächtigt die Bundesagentur für Arbeit, die gebührenpflichtigen Tatbestände festzusetzen und eine Gebührenordnung zu erlassen. Von einem Arbeitgeber kann demnach eine Vermittlungsgebühr erhoben werden, wenn die BA für Arbeitgeber auf der Basis zwischenstaatlicher Vereinbarungen oder Vermittlungsabsprachen mit ausländischen Arbeitsverwaltungen tätig wurde und Arbeitsuchende aus dem Ausland oder in das Ausland vermittelt. Dabei sind die Vorschriften des Verwaltungskostengesetzes anzuwenden. Diese Vermittlungsgebühr darf der Arbeitgeber weder dem vermittelten Arbeitnehmer noch einen Dritten weder ganz noch teilweise in Rechnung stellen.
Von dieser Ermächtigung zum Erlass einer Gebührenordnung hatte die Bundesagentur für Arbeit Gebrauch gemacht. Die Gebühren sollten einen Teil des Aufwands ausgleichen, der der Bundesagentur bei der Durchführung und Überwachung der Einhaltung der Vereinbarungen und Vermittlungsabsprachen entstand. Die Gebühr wurde mit der Erteilung des Vermittlungsauftrags fällig. Sie betrug bei Saisonbeschäftigungen und Schaustellergehilfen 60 Euro, bei der Vermittlung von Gesundheits- und Krankenpflegern, Kinderkrankenpflegern sowie Altenpflegern 250 Euro und bei der Vermittlung von Gastarbeitnehmern, also Arbeitskräften, die ihre beruflichen und sprachlichen Kenntnisse erweitern sollten, 200 Euro.
Von der Gebührenerhebung bei der Vermittlung von Gastarbeitnehmern konnte es Ausnahmen geben, wenn eine Regierungsvereinbarung eine besondere Gebührenregelung vorsah. Außerdem konnte auf die Gebührenerhebung verzichtet werden, wenn Arbeitgeber und Arbeitnehmer mit dem Arbeitsvertrag einen Ausbildungsplan mit konkreten Maßnahmen zur Aus- und Fortbildung vereinbarten und der Arbeitgeber die Kosten der Umsetzung dieses Planes übernahm.
Falls der Vermittlungsauftrag durch den Arbeitgeber widerrufen wurde, der vermittelte Arbeitnehmer nicht eintraf oder der Arbeitnehmer für den Arbeitsplatz beruflich nicht geeignet war, hatte die Bundesagentur für Arbeit 60 % der Gebühr zurückzuerstatten, den Rest durfte sie für den Verwaltungsaufwand einbehalten. Eine Ausnahme davon war der Fall, in dem der Arbeitgeber einen bestimmten Arbeitnehmer angefordert hat und dieser beruflich nicht geeignet ist.

## Aufhebung
Die Anordnung wurde 2014 ersatzlos aufgehoben, so dass für die entsprechenden Vermittlungen derzeit keine Gebühren mehr anfallen. Die Ermächtigung zum Erlass einer solchen Anordnung in § 43 SGB III besteht jedoch weiterhin.